# Mark Williams (beachvolleyballer)
Mark Williams (Sydney, 27 januari 1979) is een voormalig Australisch en Amerikaans volleybalspeler die zowel actief was in de zaal als op het strand. Hij vertegenwoordigde Australië op twee edities van de Olympische Spelen, waarvan een keer als zaalvolleyballer en een keer als beachvolleyballer.

## Biografie
Williams werd geboren in Sydney en verhuisde op negenjarige leeftijd met zijn ouders naar de Verenigde Staten. Hij volleybalde voor zijn highschool in West Los Angeles en speelde tijdens zijn studie voor het universiteitsteam van de UCLA. In 2000 maakte hij deel uit van de Australische zaalploeg die in eigen land achtste werd bij de Olympische Spelen. In 1998 speelde hij bovendien zijn eerste professionele beachvolleybalwedstrijd in Hermosa Beach in de Amerikaanse AVP Tour. Drie jaar later was hij met vijf verschillende partners actief op vijf toernooien in totaal met een vijfde plaats in Santa Barbara aan de zijde van Sean Rosenthal als beste resultaat. In 2002 kwamen Williams en Rosenthal bij zes toernooien tot twee zevende plaatsen (Santa Barbara en Manhattan Beach). Het jaar daarop deed Williams aan drie toernooien in de Amerikaanse competitie mee. Internationaal vormde hij – uitkomend voor Australië – twee seizoenen lang een team met Julien Prosser. Het eerste jaar was een derde plaats in Stavanger het beste resultaat. Bij de wereldkampioenschappen in Rio de Janeiro einidgden ze op een gedeelde negende plaats nadat de achtste finale verloren werd van Patrick Heuscher en Stefan Kobel uit Zwitserland. Bij de acht overige toernooien kwamen ze niet in de top tien terecht. In 2004 namen Williams en Prosser deel aan negen toernooien in de World Tour waarbij ze drie vijfde plaatsen (Budva, Espinho en Klagenfurt) en een zevende plaats (Carolina) behaalden. Bij de Olympische Spelen in Athene verloren ze de halve finale van het Spaanse duo Javier Bosma en Pablo Herrera. In de wedstrijd om het brons waren Heuscher en Kobel opnieuw te sterk, waardoor ze als vierde eindigden. In de AVP Tour speelde Williams verder een wedstrijd met Canyon Ceman en met Prosser.
In 2005 partnerde Williams in de Amerikaanse competitie met Scott Wong. Het duo nam deel aan dertien toernooien en behaalde daarbij twee derde plaatsen (Tempe en Honolulu). Het daaropvolgende seizoen was hij met vijf verschillende partners – waaronder Wong en José Loiola – actief op vijf toernooien met een zevende plaats in Fort Lauderdale als beste resultat. Een jaar later vormde hij achtereenvolgens een team met Casey Jennings en Nick Lucena. Williams deed in totaal mee aan zeventien toernooien en kwam daarbij tot drie derde plaatsen (Louisville, Charleston en Chicago). In 2008 beachvolleybalde hij weer in de World Tour, ditmaal uitkomend voor de Verenigde Staten en aan de zijde van Stein Metzger. Ze namen deel aan zeven toernooien en behaalden een tweede plaats bij de Grand Slam van Klagenfurt en vijf negende plaatsen. In Klagenfurt speelde Williams bovendien zijn laatste internationale wedstrijd. In de binnenlandse competitie waren ze actief op twaalf wedstrijden met een eerste plaats in Boulder als beste prestatie. Daarnaast eindigde het tweetal als tweede in Charleston en als derde in Huntington Beach, Brooklyn en San Francisco. Williams speelde verder twee wedstrijden met Aaron Wachtfogel en kwam daarbij tot een derde plaats in Dallas. Vervolgens partnerde hij een seizoen met Jesse Rambis, waarna hij in 2012 en 2013 nog aan vijf AVP-toernooien meedeed. Daarbij behaalde hij aan de zijde van Metzger en Kevin McColloch twee zevende plaatsen in Santa Barbara. Tot en met 2016 was Williams nog actief op wedstrijden in de National Volleyball League.

## Palmares
Kampioenschappen zaal
- 2000: 8e OS

Kampioenschappen beach
- 2003: 9e WK
- 2004: 4e OS

FIVB World Tour
- 2003:  Stavanger Open
- 2008:  Grand Slam Klagenfurt